# Mazet-Saint-Voy
Mazet-Saint-Voy – miejscowość i gmina we Francji, w regionie Owernia-Rodan-Alpy, w departamencie Górna Loara.
Według danych na rok 1990 gminę zamieszkiwało 1077 osób, a gęstość zaludnienia wynosiła 24 osoby/km² (wśród 1310 gmin Owernii Mazet-Saint-Voy plasuje się na 202. miejscu pod względem liczby ludności, natomiast pod względem powierzchni na miejscu 61.).